# Sinningia iarae
Sinningia iarae là một loài thực vật có hoa trong họ Tai voi. Loài này được Chautems miêu tả khoa học đầu tiên năm 1995.